# جیش الاسلام
جیش الاسلام که در گذشته لواء الاسلام و بریگاد اسلام نام داشت به ائتلافی از گروه‌های اسلام‌گرا و سلفی گفته می‌شود که در جنگ داخلی سوریه درگیر هستند.

## حوزهٔ فعالیت
محل اصلی فعالیت‌های این سازمان در دوما و غوطه شرقی واقع در حومهٔ دمشق پایتخت سوریه است. جیش الاسلام از بزرگ‌ترین و سازمان‌یافته‌ترین گروه‌های شورشی سوریه محسوب می‌شود و به جهت کارآمدی و نظم حتی مورد احترام گروه‌های غیراسلامی است. این گروه هم‌اکنون بخشی از جبهة الاسلامیه است و با گروه‌های دیگر همچون جبهه النصره و ارتش آزاد نیز همکاری می‌کند.
این گروه، مسئولیت انفجار ژوئیه ۲۰۱۲ در محل ساختمان شورای امنیت ملّی سوریه واقع در دمشق را برعهده گرفت. این انفجار منجر به کشته شدن وزیر دفاع رژیم اسد، داود راجحه، معاون وزیر دفاع، آصف شوکت و دستیار معاون رئیس‌جمهور حسن تورکمانی شد.

## ایدئولوژی
جیش الاسلام با اینکه از گروه‌های شورشی اسلامی محسوب می‌شد، ولی در عین حال از منتقدان گروه دولت اسلامی بود. رهبران و فرماندهان جیش الاسلام، گروه دولت اسلامی را «خوارج زمان» می‌نامیدند و در این مورد اظهار می‌داشتند: «آن‌ها (گروه دولت اسلامی) مسلمانان را می‌کشند و مشرکان را رها می‌کنند و آیات مربوط به کافران را علیه مسلمانان به کار می‌برند.»
جیش الاسلام خواهان تشکیل حکومتی اسلامی در سوریه بود. همچنین رهبر این گروه، زهران علوش از منتقدان نظام‌های دموکراتیک بود؛ با این حال، وی در مصاحبه‌ای در مه ۲۰۱۵، از لحنی ملایم‌تر استفاده کرد و گفت، خود سوری‌ها باید نوع دولتی را که می‌خواهند در آن زندگی کنند، تعیین کنند و علوی‌ها «جزیی از مردم سوریه» هستند و تنها کسانی که دستشان به خون مردم سوریه آلوده است، باید محاکمه شوند.

## زهران علوش
زهران علوش رهبری و فرماندهی جیش الاسلام را برعهده داشت. وی متولد دوما و پدرش از مفتیان سلفی معروف سوریه است. علوش مخالف تشکیل نظام‌های جمهوری و دمکراتیک بوده و از تأسیس یک حکومت اسلامی به سبک دوران خلفا حمایت می‌کرد. زهران علوش سرانجام در روز ۲۵ دسامبر ۲۰۱۵ در حالی که به همراه چند فرمانده بلندپایهٔ گروه جیش الاسلام در یک جلسه در منطقهٔ غوطه شرقی دمشق حضور داشت، بر اثر یک حملهٔ هوایی به همراه چند فرمانده دیگر گروه جیش الاسلام کشته شد.
رسانه‌های بین‌المللی همچون رویترز و گاردین گزارش داده‌اند که جیش الاسلام با حمایت‌های مالی و تسلیحاتی عربستان سعودی ایجاد شده و از مستشاران پاکستانی نیز استفاده کرده است.